# Vestavia Hills
Vestavia Hills è un comune degli Stati Uniti d'America situato nelle contee di Jefferson, Shelby dello Stato dell'Alabama.
La città è un sobborgo di Birmingham.